# Вимон
Вимо́н (фр. Vimont) — коммуна во Франции, находится в регионе Нижняя Нормандия. Департамент коммуны — Кальвадос. Входит в состав кантона Троарн. Округ коммуны — Кан.
Код INSEE коммуны — 14761.

## Население
Население коммуны на 2010 год составляло 749 человек.
| 1962 | 1968 | 1975 | 1982 | 1990 | 1999 | 2010 |
| ---- | ---- | ---- | ---- | ---- | ---- | ---- |
| 190  | 218  | 276  | 413  | 470  | 480  | 749  |

## Экономика
В 2010 году среди 490 человек трудоспособного возраста (15—64 лет) 370 были экономически активными, 120 — неактивными (показатель активности — 75,5 %, в 1999 году было 67,5 %). Из 370 активных жителей работали 338 человек (186 мужчин и 152 женщины), безработных было 32 (14 мужчин и 18 женщин). Среди 120 неактивных 27 человек были учениками или студентами, 56 — пенсионерами, 37 были неактивными по другим причинам.